# Sanki

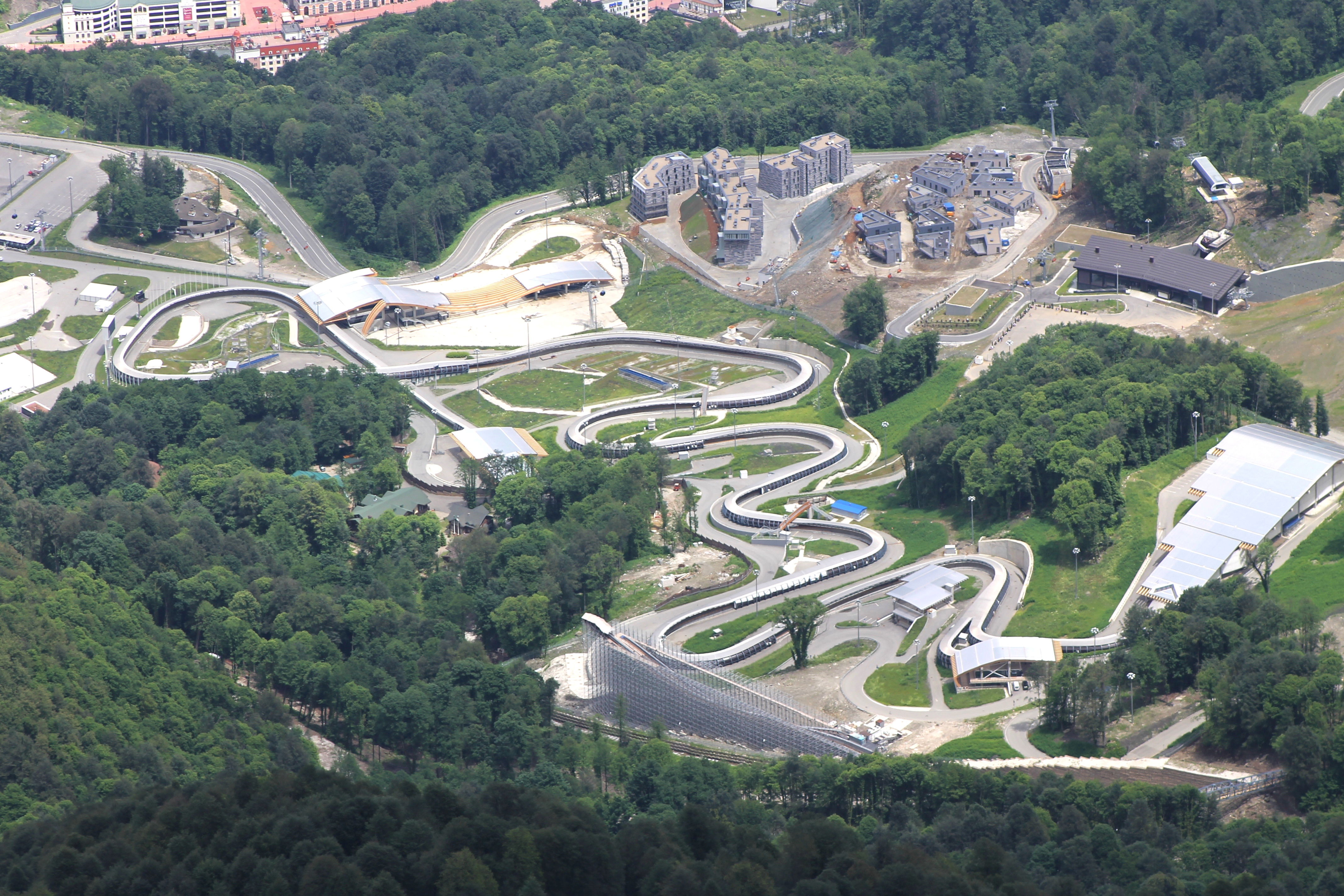
De Sanki-baan.

Sanki (Russisch: Центр Санного Спорта «Санки», Tsentr Sannogo Sporta Sanki) is de baan waar het bobsleeën, rodelen en skeleton tijdens de Olympische Winterspelen 2014 plaatsvond.
De finish van de baan ligt 1215 meter boven de zeespiegel. Aan de finish is een permanente tribune met een capaciteit van 500 personen, een tijdelijke plaatsing van een tribune voor nog eens 500 personen, en staanplaatsen voor een menigte van 10.000 personen voorzien. De start van de baan bevindt zich op 1365 meter voor bobslee, skeleton, en heren enkel rodelen, op 1325 meter is een start voor rodelen - vrouwen enkel en heren dubbel. De piste heeft 19 bochten voor bobslee en skeleton, twintig bochten voor mannen enkel rodelen, en zeventien bochten voor vrouwen enkel en mannen dubbel rodelen. 
Na de Olympische Spelen is de baan in gebruik gebleven voor internationale bobslee-, rodelen- en skeletonwedstrijden en als trainingscentrum voor de Russische atleten die actief zijn in deze sportdisciplines.